# Mount Pleasant, New South Wales
Mount Pleasant este o suburbie în Sydney, Australia.